# بارتلیت (آیووا)
بارتلیت (به انگلیسی: Bartlett) یک محدوده ثبت‌نشده در شهرستان فرمونت ایالت آیووا کشور ایالات متحده آمریکا است که جمعیت آن در سرشماری سال ۲۰۱۰ میلادی، ۵۰ نفر بوده‌است.